# (6822) Horálek
(6822) Horálek ist ein Asteroid des Hauptgürtels, der am 28. Oktober 1986 von der tschechischen Astronomin Zdeňka Vávrová am Krim-Observatorium in Nautschnyj (IAU-Code 095) entdeckt wurde.
Der Asteroid wurde am 28. September 2015 nach dem tschechischen Astronomen Petr Horálek (* 1986) benannt.